# Oli de citronel·la

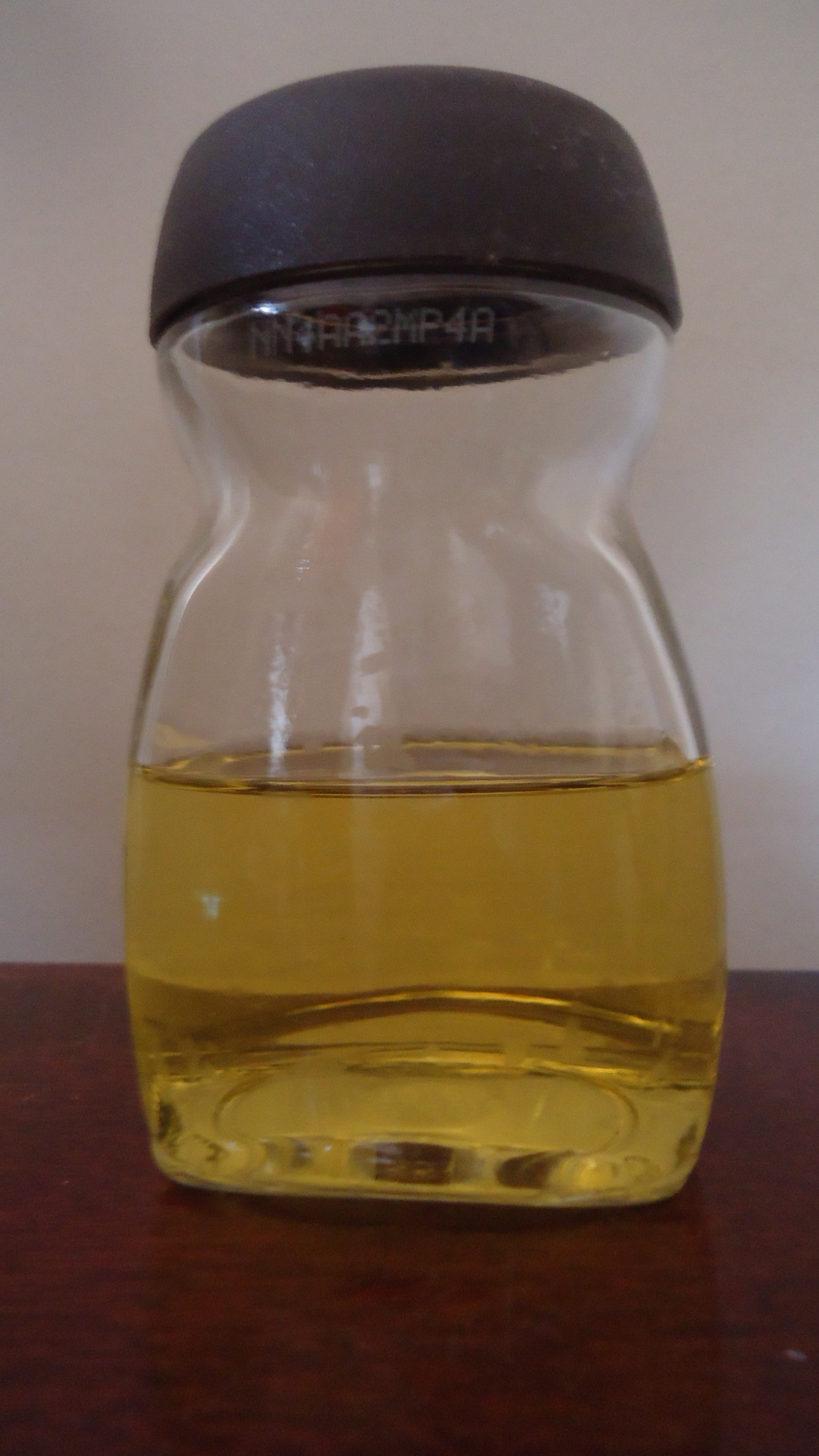
Oli de citronel·la

L'oli de citronel·la és un dels olis essencials obtinguts de les fulles i tiges de diferents espècies del gènere Cymbopogon (herba de llimona). L'oli s'empra àmpliament com una font de substàncies perfumíferes, com ara citronel·lal, citronel·lol i geraniol. Aquests productes químics troben aplicació en la producció de sabons, perfumeria, cosmètica i aromes de tot el món.
L'oli de citronel·la també és un famós repel·lent natural d'insectes i s'ha registrat per aquest ús als Estats Units des de 1948. L'Agència de Protecció Ambiental dels Estats Units considera l'oli de citronel·la com un pesticida amb un mode d'acció no tòxic. Les investigacions també mostren que l'oli de citronel·la té fortes propietats antifúngiques.